# ORCID
ORCID или Open Researcher and Contributor ID (с англ. — «Открытый идентификатор исследователя и участника») — незапатентованный буквенно-цифровой код, который однозначно идентифицирует научных авторов.
ORCID решает проблему, заключающуюся в том, что вклад конкретного исследователя, его публикации трудно однозначно распознать, так как большинство личных имён не уникальны, они могут меняться (например, в браке), иметь культурные различия в порядке имён, а также проблемы с использованием инициалов и различных систем пиcьма. Этот код обеспечивает постоянную идентификацию для людей, аналогичную той, которая создаётся для связанных с контентом объектов в цифровых сетях с помощью идентификаторов цифровых объектов (DOI).
Одноимённая организация ORCID Inc. предлагает открытый и независимый реестр, который должен стать стандартом де-факто для идентификации участников в исследовательских и академических изданиях. 16 октября 2012 года ORCID запустила свои службы реестра и начала выпуск идентификаторов пользователей.

## Разработка и запуск
ORCID был впервые объявлен в 2009 году как совместное усилие исследовательского сообщества, «чтобы решить проблему неоднозначности имени автора в научной коммуникации». «Инициатива по выявлению участников открытого исследования» — отсюда и аббревиатура ORCID.
Прототип был разработан на программном обеспечении, адаптированном к тому, что использовал Thomson Reuters для своей системы ResearcherID. ORCID, Inc. была зарегистрирована как независимая некоммерческая организация в августе 2010 года в штате Делавэр, Соединённые Штаты Америки, с международным советом директоров. В апреле 2012 года Лорел Хаак была назначена его исполнительным директором. С 2016 года правление возглавляет Вероник Кирмер из PLOS (прежним председателем был Эд Пенц из Crossref). ORCID свободно используется и может взаимодействовать с другими системами идентификации. С 16 октября 2012 года ORCID запустил свои службы регистрации и начал выдавать идентификаторы пользователей.

## Форматы идентификаторов
Формально идентификаторы ORCID указаны как URI, например, идентификатор ORCID для Джозии С. Карберри (вымышленный профессор, чей идентификатор используется в примерах и тестировании) — это https://orcid.org/0000-0002-1825-0097 (поддерживаются обе формы https: // и http: //; первая стала канонической в ноябре 2017 года). Тем не менее, некоторые издатели используют краткую форму, например, «ORCID: 0000-0002-1825-0097» (как URN).
Идентификаторы ORCID являются подмножеством Международного стандартного идентификатора имени (ISNI) под эгидой Международной организации по стандартизации (как ISO 27729), и обе организации сотрудничают. ISNI однозначно идентифицирует авторов книг, телевизионных программ и газет, а также зарезервировал блок идентификаторов для использования ORCID, в диапазоне от 0000-0001-5000-0007 до 0000-0003-5000-0001, Таким образом, для человека возможно законно иметь как ISNI, так и ORCID iD — фактически два ISNI.
И ORCID, и ISNI используют 16-символьные идентификаторы, состоящие из четырёх групп цифр от 0 до 9; группы цифр отделяются друг от друга дефисами. Последний символ, который также может быть буквой «X», представляющей значение «10» (например, ORCID iD Стивена Хокинга — https://orcid.org/0000-0002-9079-593X), является контрольной цифрой MOD 11-2, соответствующей стандарту ISO / IEC 7064: 2003.

## Применение
Цель ORCID состоит в том, чтобы помочь «переходу от науки к электронной науке, в которой научные публикации могут быть найдены для выявления связей и идей, скрытых в постоянно растущем объёме научной литературы». Второе предлагаемое использование — предоставить каждому исследователю «постоянно обновляемую „цифровую биографию“, дающую представление о его или её вкладе в науку, выходящую далеко за рамки простого списка публикаций». Идея состоит в том, что другие организации будут использовать базу данных ORCID с открытым доступом для создания своих собственных сервисов.
В редакционной статье журнала «Nature» было отмечено, что ORCID, помимо обозначения вклада, который учёные вносят в статьи, «можно также назначать наборам данных дополнительные функции, например, комментарии к публикациям в блогах своих коллег или неопубликованным черновикам статей, правкам записей в Википедии и многое другое».
В апреле 2014 года ORCID объявил о планах работы с Консорциумными стандартами продвижения информации в области управления исследованиями для регистрации и подтверждения вклада в рецензирование .
В открытом письме от 1 января 2016 года восемь известных издателей, в том числе Королевское общество, Американский геофизический союз, Hindawi, Институт инженеров по электротехнике и электронике, PLOS и Science, обязались требовать от всех авторов в своих журналах идентификатор ORCID.

## Участники, спонсоры и регистранты
К концу 2013 года в состав ORCID входили 111 организаций-членов и более 460 000 владельцев регистрации. 15 ноября 2014 года ORCID состоялась миллионная регистрация. 2 октября 2019 г. количество реальных счетов, сообщённых ORCID, составило 7,218,074. Членами организации являются многие исследовательские институты, такие как Caltech и Cornell University, а также такие издатели, как Elsevier, Springer, Wiley и Nature Publishing Group . Есть также коммерческие компании, в том числе Thomson Reuters, академические общества и финансовые организации.
Органы, выдающие гранты, например, благотворительный фонд Wellcome Trust, также начали обязывать заявителей на финансирование предоставлять идентификатор ORCID.

### Национальные реализации идентификатора
В нескольких странах консорциумы, в том числе правительственные органы в качестве партнёров, действуют на национальном уровне для реализации ORCID.
Например, в Италии семьдесят университетов и четыре исследовательских центра сотрудничают под эгидой «Конференции ректоров итальянских вузов» (CRUI) и Национального агентства по оценке университетов и исследовательских институтов (ANVUR) в рамках проекта, реализуемого Cineca, некоммерческим консорциумом, представляющим университеты, исследовательские институты и министерство образования.
В Австралии правительственный Национальный совет по здравоохранению и медицинским исследованиям (NHMRC) и Австралийский исследовательский совет (ARC) «рекомендуют всем исследователям, подающим заявку на финансирование, иметь идентификатор ORCID».
Французский репозиторий научных статей HAL также приглашает своих пользователей ввести свой ORCID ID.

## Распространение среди основных пользователей

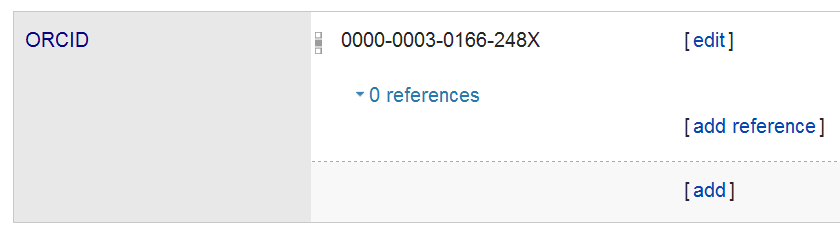
ORCID Ника Дженнингса в его записи в Викиданных

Кроме авторов и спонсоров, журналы, издатели и другие службы включили ORCID в свои рабочие процессы или базы данных. Например, Journal of Neuroscience, Springer Publishing, Hindawi Publishing Corporation, Europe PMC, Исследователь имени Института информатики Японии, Wikipedia, и Wikidata .
Некоторые онлайн-сервисы создали инструменты для взаимного обмена данными с ORCID. К ним относятся Scopus, Figshare, Thomson Reuters, ResearcherID system, Researchfish, Британская библиотека (для их каталога тезисов EThOS), ProQuest (для их служб диссертаций и тезисов ProQuest), и Frontiers Loop.
В октябре 2015 года, DataCite, CrossRef и ORCID объявили о том, что записи ORCID будут обновляться, «при обнаружении идентификатора ORCID в недавно зарегистрированных именах DOI».
Сторонние инструменты позволяют переносить контент из других сервисов в ORCID, например Mendeley2ORCID, для Mendeley.
Некоторые данные ORCID также могут быть получены как RDF / XML, RDF Turtle, XML или JSON . В качестве хранилища своего кода ORCID использует GitHub.